# 劉醇一
劉 醇一（りゅう じゅんいち）は、日本の研究者。千葉大学大学院融合理工学府准教授。

## 主な略歴
- 1997年 東京理科大学理学部第一部応用化学科卒業　学士（理学）
- 1999年 東京工業大学大学院総合理工学研究科化学環境工学専攻修士課程修了　修士（工学）
- 2002年 東京工業大学大学院総合理工学研究科化学環境学専攻博士課程単位取得満期退学
- 2002年 学位取得　博士（工学）
- 2002年 科学技術振興事業団CREST技術員（ - 2002年12月）
- 2003年 科学技術振興事業団CREST研究員（ - 2004年3月）
- 2004年 東京工業大学原子炉工学研究所エネルギー工学部門助手・助教（ - 2015年3月）
- 2015年 千葉大学大学院工学研究科建築・都市科学専攻都市環境システムコース准教授（ 現職 ）

## 主な所属学会
- 化学工学会
- 触媒学会
- 日本化学会
- 日本原子力学会
- 石油学会
- 吸着学会
- 潜熱工学研究会など

## 主な受賞
- 2005年 財団法人理工学振興会 平成16年度研究助成